# Salminus hilarii

O Salminus hilarii é um peixe prateado, comumente chamado de tabarana ou tubarana e é a espécie que apresenta maior distribuição geográfica dentro do gênero Salminus, sendo encontrada na bacia do Rio São Francisco, nos rios Grande e Tietê da bacia do Rio da Prata, nos rios Tocantins e Madeira da bacia Amazônica além da Bacia do Orinoco e rios da Colômbia (Rio Magdalena) e rios do Equador. Por ter muitas semelhanças com o dourado (Salminus brasiliensis), o Salminus hilarii é também chamado, na pesca esportiva, de "dourado branco".
É um peixe ósseo e de escamas, bastante apreciado na pesca esportiva por ser considerado valente. Tamanho médio de 35 cm, e peso de 1 kg, podendo atingir os 50 cm e até 5 kg de peso, excepcionalmente. Realiza migrações na época da reprodução.

## Nomes
Em grande parte do Brasil é chamado tabarana. Em outras partes (por exemplo, em algumas regiões de Goiás) é chamado de tubarana.

### Imagens
- «Foto». da página  acessada em 10-12-08.
- «Segunda foto». da página  acessada em 10-12-08.